# Гилберт (лунный кратер)
Кратер Гилберт (лат. Gilbert), не путать с кратером Гильберт (лат. Hilbert) на обратной стороне Луны, а также с кратером Гилберт на Марсе, — древний большой ударный кратер в восточной экваториальной части видимой стороны Луны. Название присвоено в честь американского геолога и геоморфолога Гроува Карла Гилберта (1843—1918) и английского физика Уильяма Гилберта; утверждено Международным астрономическим союзом в 1964 г. Образование кратера относится к донектарскому периоду.

## Описание кратера
Ближайшими соседями кратера являются кратер Ранкин на западе; кратер Нобили на севере; кратеры Вейерштрасс и Ван Влек примыкающие к северо-восточной части кратера Гилберт; кратеры Эйвери и Каррильо на востоке; кратер Кестнер на юго-востоке; а также кратер Беринг на юго-западе. В северо-восточной части чаши кратера Гилберт находится небольшой кратер Гейсслер. На востоке от кратера располагается Море Смита, на северо-западе Море Волн. Селенографические координаты центра кратера 3°12′ ю. ш. 76°10′ в. д. / 3,2° ю. ш. 76,16° в. д., диаметр 100 км, глубина 3,7 км.
За длительное время своего существования кратер значительно разрушен, вал перекрыт множеством кратеров различного размера, южная часть вала разрушена практически полностью. Средняя высота вала кратера над окружающей местностью 1550 м, объем кратера составляет приблизительно 12900 км³.. Дно чаши кратера сравнительно ровное, испещрено множеством мелких кратеров сконцентрированных в основном в меридиональной центральной части чаши, от центра чаши к югу тянется несколько невысоких хребтов. 
Вследствие расположения у восточного лимба Луны кратер при наблюдениях с Земли имеет сильно искаженную форму.

## Сателлитные кратеры
| Гилберт | Координаты                                          | Диаметр, км |
| ------- | --------------------------------------------------- | ----------- |
| J       | 4°19′ ю. ш. 72°40′ в. д. / 4,32° ю. ш. 72,66° в. д. | 35,4        |
| K       | 5°41′ ю. ш. 73°10′ в. д. / 5,68° ю. ш. 73,17° в. д. | 39,4        |
| P       | 0°51′ ю. ш. 75°32′ в. д. / 0,85° ю. ш. 75,53° в. д. | 19,5        |
| S       | 1°47′ ю. ш. 75°32′ в. д. / 1,79° ю. ш. 75,53° в. д. | 17,3        |
| V       | 1°17′ ю. ш. 79°46′ в. д. / 1,29° ю. ш. 79,76° в. д. | 15,8        |
| W       | 1°07′ ю. ш. 78°49′ в. д. / 1,11° ю. ш. 78,82° в. д. | 21,8        |

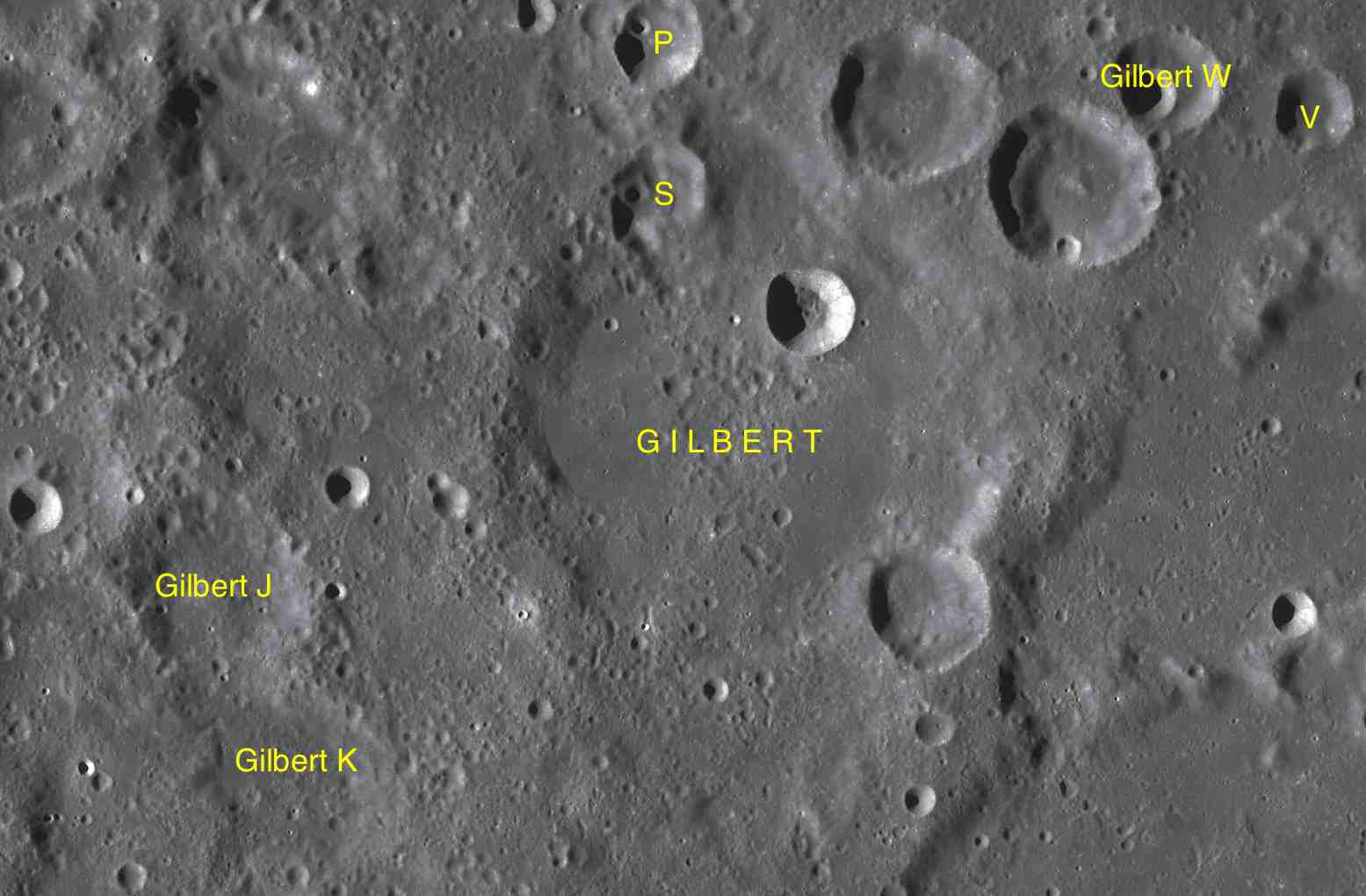
Фрагмент карты LAC-81.

Следующие кратеры в 1976 г. переименованы Международным астрономическим союзом:
- Сателлитный кратер Гилберт D - в кратер Гейсслер.
- Сателлитный кратер Гилберт M – в кратер Ван Влек.
- Сателлитный кратер Гилберт N – в кратер Вейерштрасс.
- Сателлитный кратер Гилберт U – в кратер Эйвери.